# Hedda (film, 2025)
Hedda är en amerikansk dramafilm, som har en planerad premiär i september 2025 på Toronto International Film Festival. Filmen är regisserad av Nia DaCosta, som själv skrivit manus baserat på Henrik Ibsens pjäs Hedda Glabler.

## Handling
Filmen är en modern nytolkning av Henrik Ibsens klassiska pjäs i regi av Nia DaCosta. Hedda (Tessa Thompson) lider av smärtan från en tidigare kärlek. En laddad natt drar med sig henne och alla i hennes närhet i en spiral av manipulation, passion och svek.

## Rollista (i urval)
- Tessa Thompson - Hedda Gabler
- Imogen Poots - Thea Clifton
- Tom Bateman - George Tesman
- Nicholas Pinnock - domare Roland Brack
- Nina Hoss - Eileen Lovborg
- Finbar Lynch - professor Greenwood
- Mirren Mack - Tabitha Greenwood
- Jamael Westman - David
- Saffron Hocking - Jane Ji
- Kathryn Hunter - Bertie